# Hamburger Dom (Alter Mariendom)

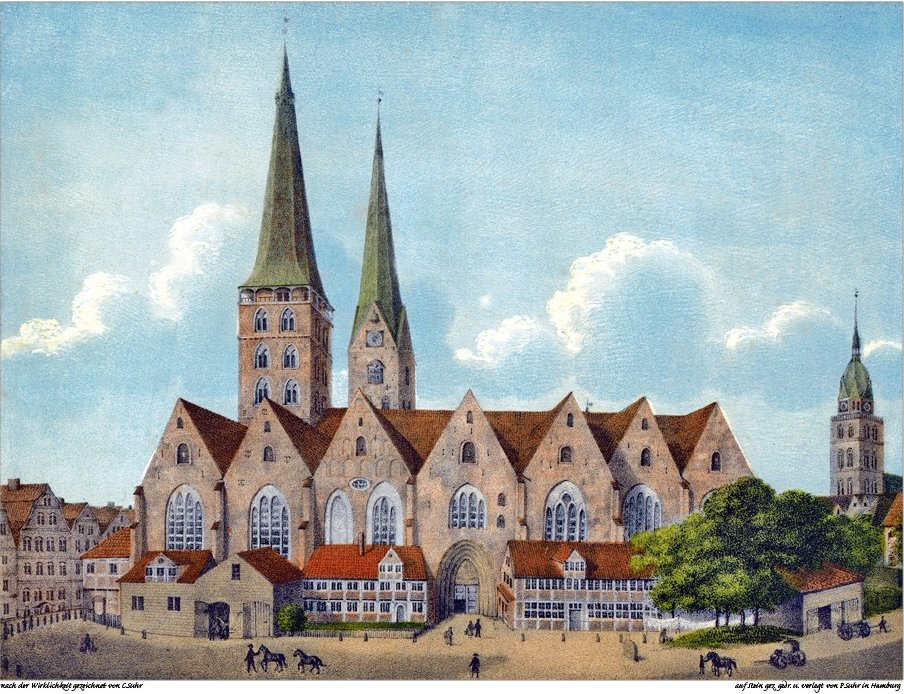
Peter Suhr, Ansicht des Doms von Süden, mit den Türmen von St. Petri (Mitte) und St. Jacobi (rechts), Lithografie um 1800

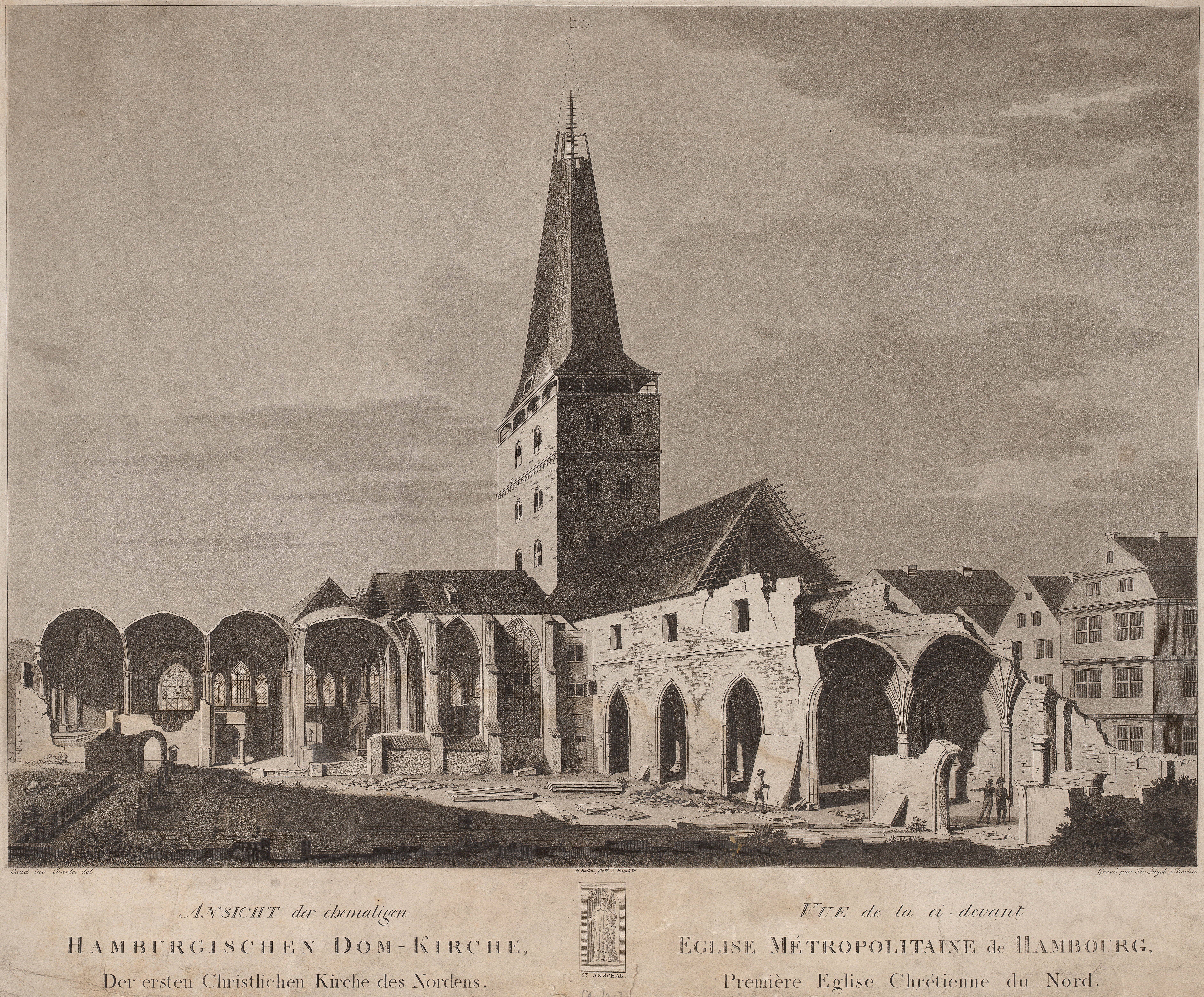
Ruine des Doms 1806, Ansicht von Norden (Speersort): links die Reste der fünfschiffigen Haupthalle, rechts der zweischiffige „Schappendom“

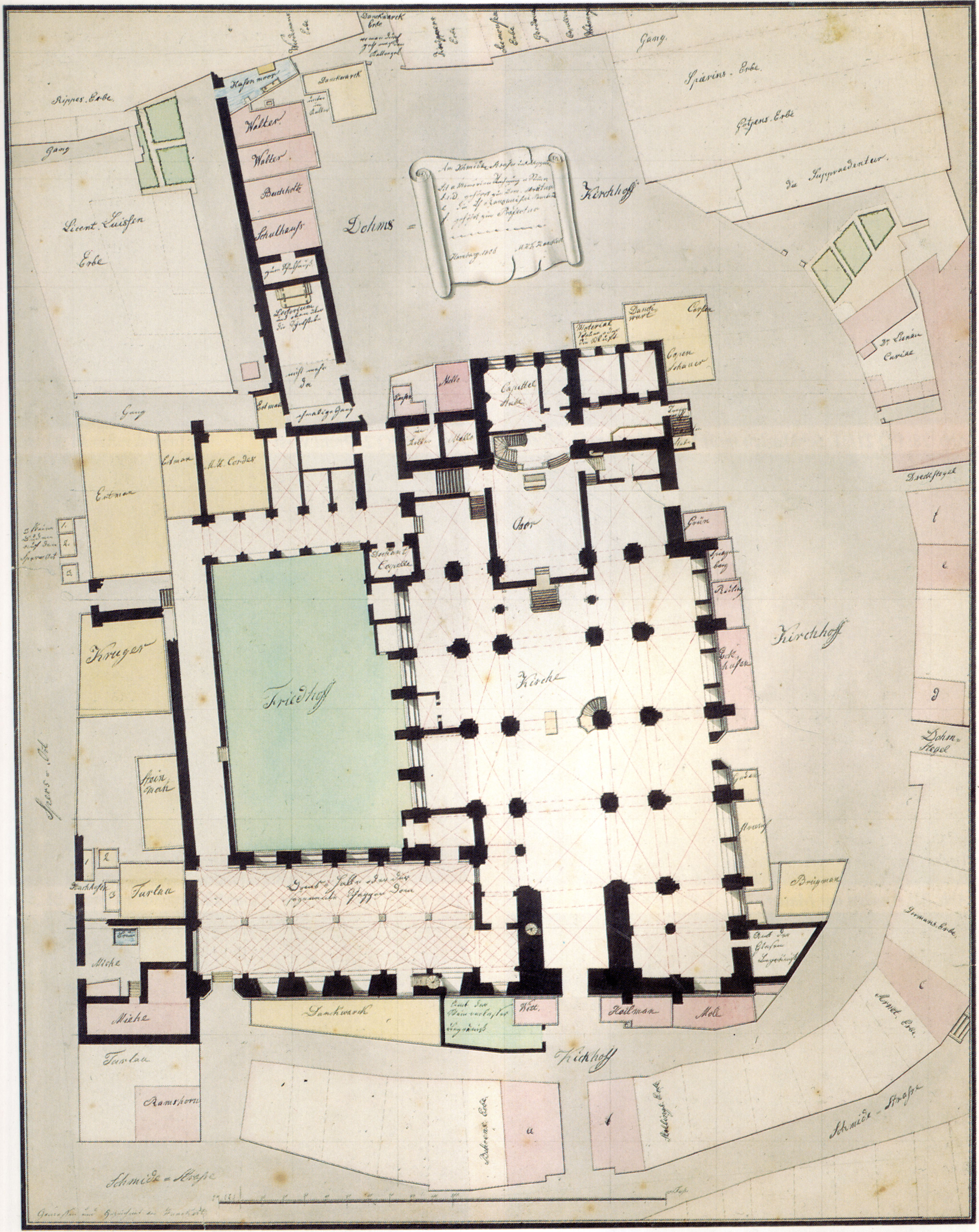
Grundriss des Doms und seiner Nebengebäude 1804 (Norden ist links)

Der Hamburger Dom, auch als (Alter) Mariendom bezeichnet, war eine ab dem 13. Jahrhundert erbaute Domkirche in Hamburg, die in den Jahren 1804–06 abgerissen wurde. Sie war – neben dem Bremer Dom – Metropolitankirche des seit dem 9. Jahrhundert vereinigten Erzbistums Bremen-Hamburg. Seit der Reformation 1529 bildete der Dom eine Enklave des Erzstifts Bremen im Hamburger Stadtgebiet. Nach dem Reichsdeputationshauptschluss von 1803 fiel die Kirche an Hamburg und wurde kurz darauf abgerissen.
Der Hamburger Dom bestand zuletzt aus einer fünfschiffigen Hallenkirche mit einem Westturm und einem nach Norden anschließenden Kreuzgang, der einen Friedhof umschloss. Teil dieses Kreuzgangs war der sogenannte „Schappendom“, eine zweischiffige Halle, die sich nördlich an den Turm anschloss und den Kreuzgang nach Westen abschloss.
Der Alte Mariendom war namensgebend für das bis heute bestehende Volksfest Hamburger Dom: Seit dem 11. Jahrhundert suchten Händler und Handwerker, die auf dem benachbarten Markt ihre Stände hatten, bei „Hamburger Schietwetter“ Schutz im Dom. Nach dem Abriss der Kirche verteilten sich die Händler und Schausteller zunächst wieder auf die Marktplätze der Stadt (u. a. Gänsemarkt, Pferdemarkt, Zeughausmarkt und Großneumarkt), ehe ihnen 1893 das Heiligengeistfeld als neuer Standort zugewiesen wurde.

## Lage
Der Dom befand sich auf dem heutigen Hammaburg-Platz südlich der jüngeren Petrikirche. Beide liegen bzw. lagen im ältesten Hamburger Siedlungsgebiet auf einem Geestrücken zwischen Alster und Elbe, wo sich einst auch die Hammaburg befunden hatte. Neben dem bis 2024 als Domplatz bezeichneten Hammaburg-Platz erinnern auch die Straßennamen Domstraße und Curienstraße (benannt nach den Kurienhäusern der Domherren) an den einstigen Kirchenbau.

## Geschichte

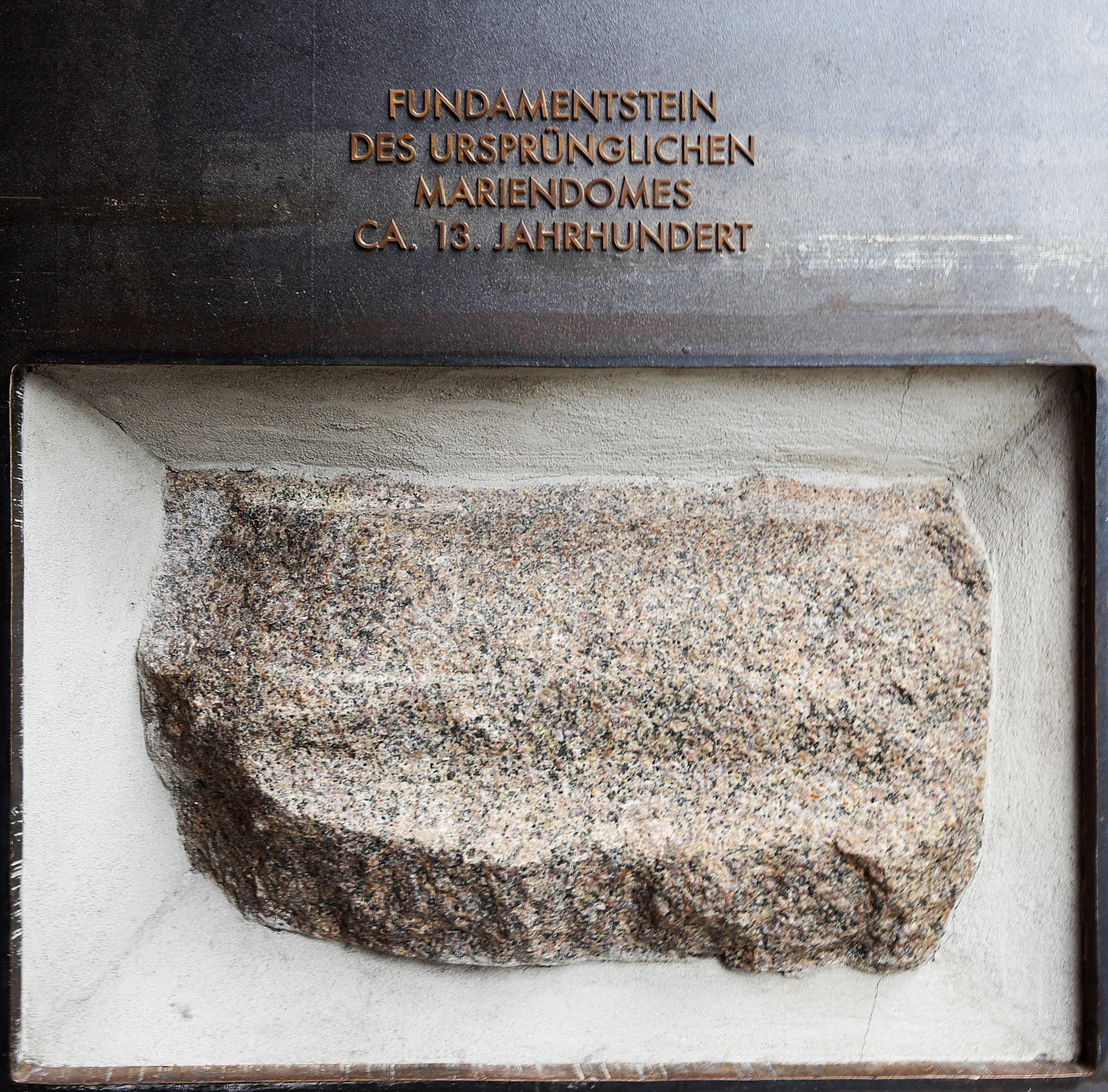
Fundamentstein des alten Hamburger Doms im neuen Sankt-Marien-Dom in St. Georg

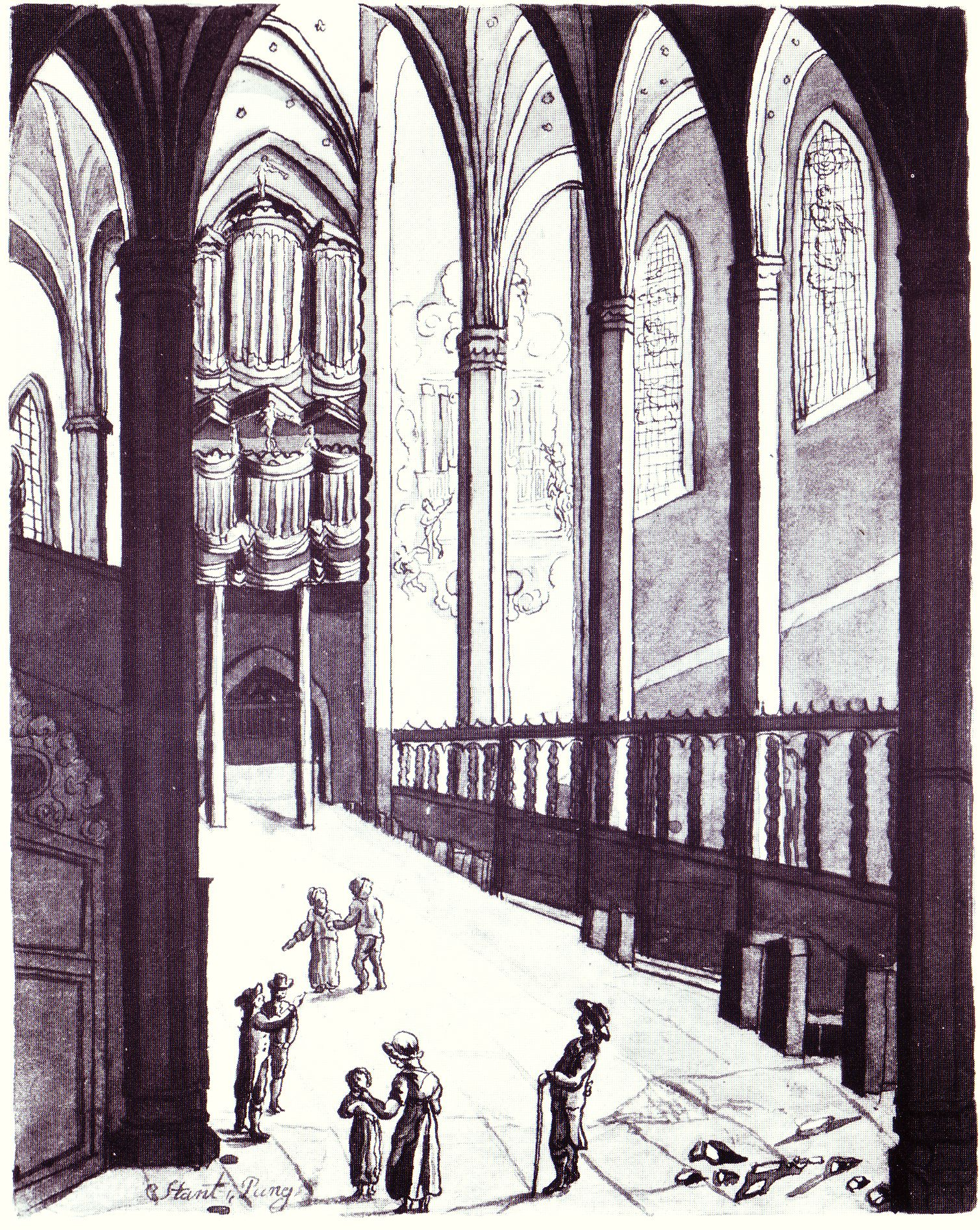
Innenansicht der Domkirche um 1804

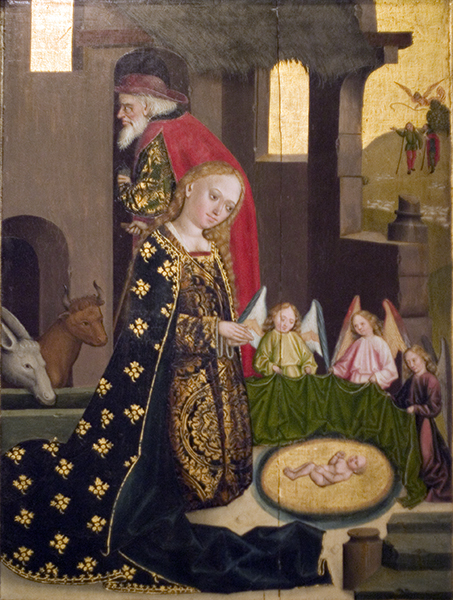
Weihnachtsszene vom Hauptaltar des Doms, heute im Nationalmuseum Warschau

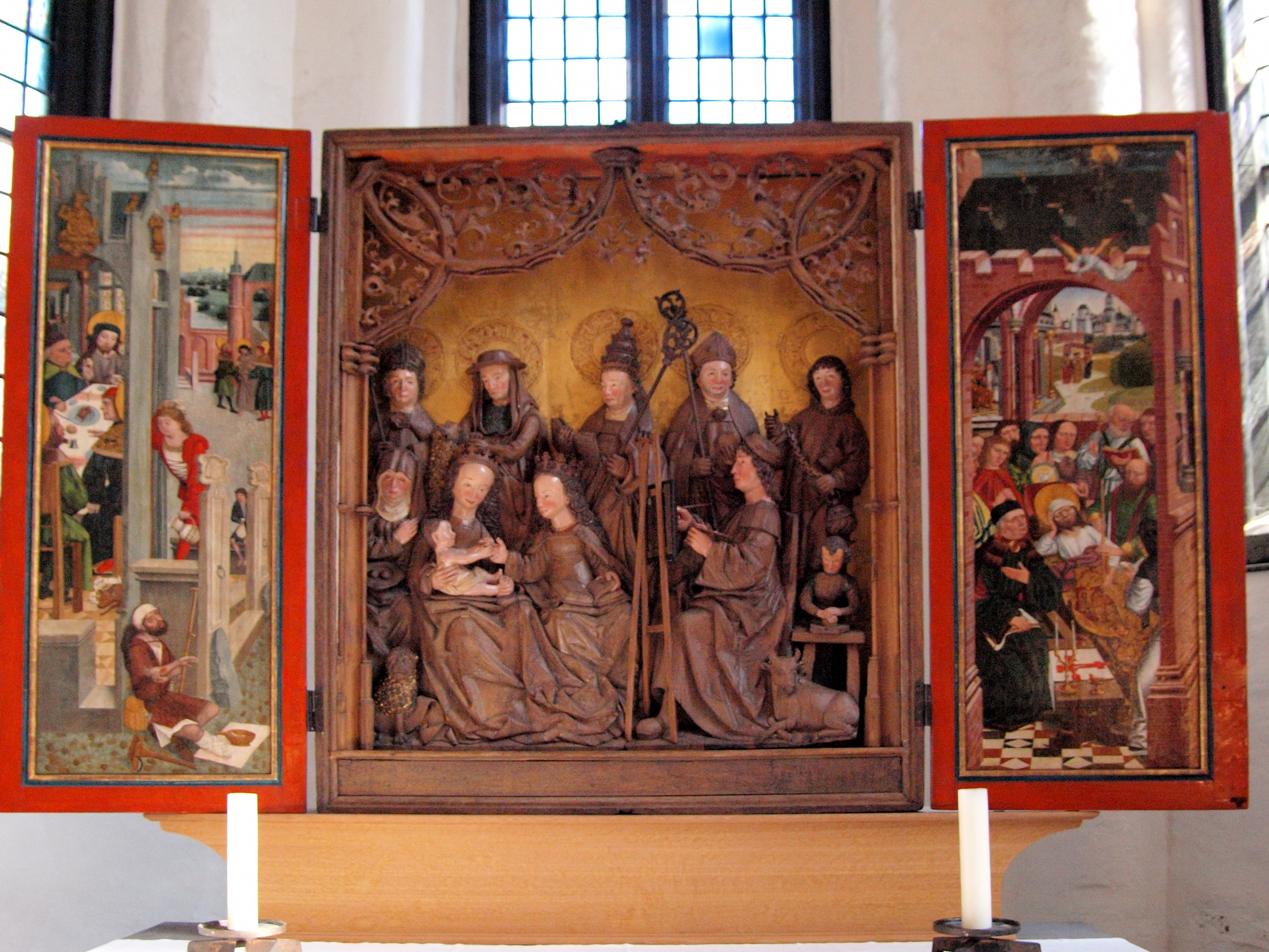
Lukasaltar aus dem Dom, heute im südlichen Anbau von St. Jacobi

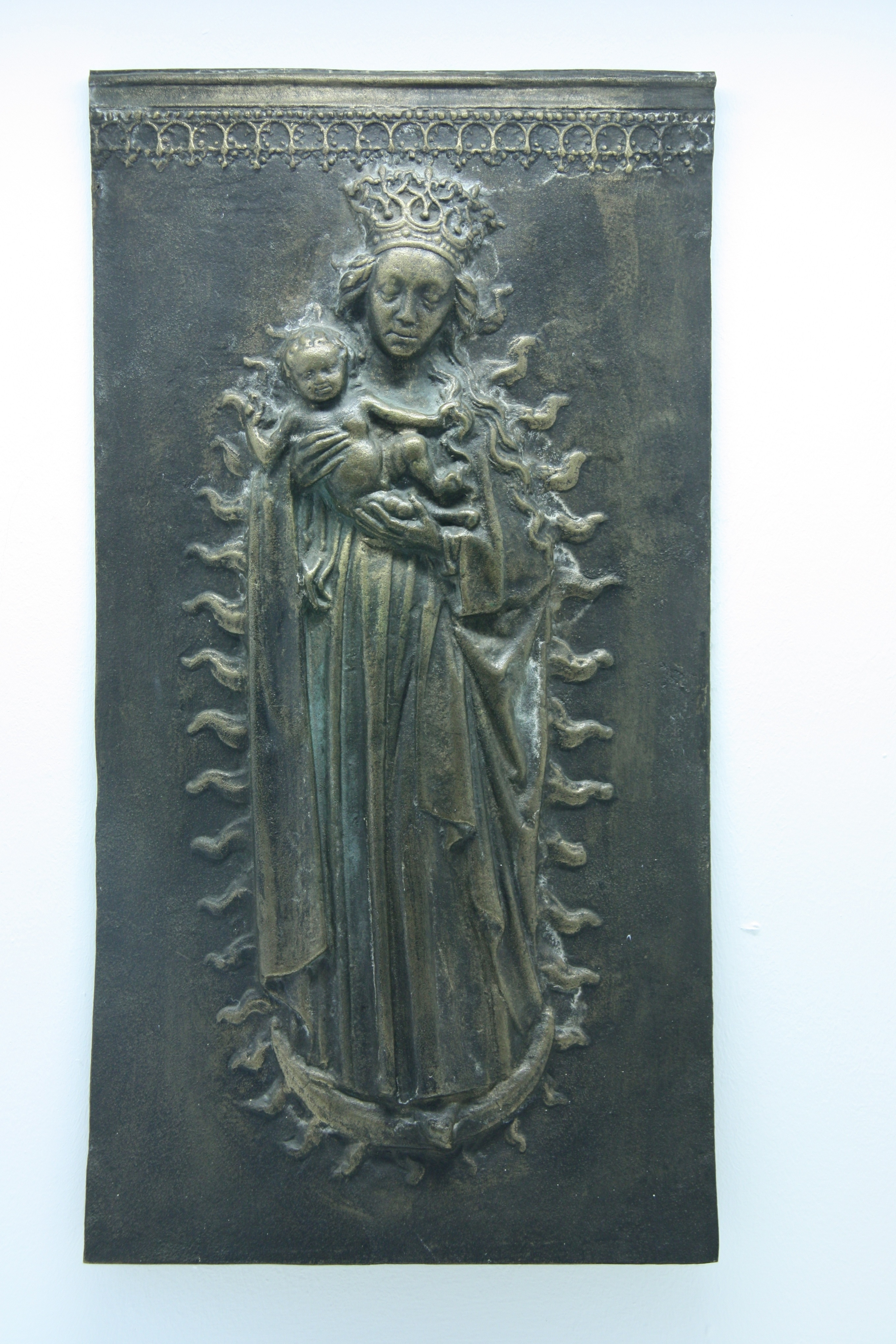
Fragment der Celsa im Museum für Hamburgische Geschichte

### Vorgängerbauten
Die erste einfache Holzkirche wurde vermutlich um 811 unter Bischof Ansgar als Missionskirche für Norddeutschland und Skandinavien errichtet. Der Bischofssitz wurde jedoch bereits 845, zwei Jahre nach Zerstörung der Kirche durch die Wikinger, nach Bremen verlegt. In Hamburg blieb nur das Domkapitel als lokale Vertretung des Bischofs zurück. Die Kirche wurde in den folgenden zwei Jahrhunderten zweimal zerstört und wiederaufgebaut, unter dem Erzbischof Bezelin/Adalbrand 1035–1043 erstmals in Stein. Die Abfolge der Vorgängerbauten ist archäologisch nicht mehr genau nachweisbar. Der Dom blieb bis zur Gründung der Petrikirche im 11. Jahrhundert die einzige Kirche in weitem Umkreis.
Das Domkapitel übte die Kirchenaufsicht über Hamburg und den Sprengel aus, der aus Dithmarschen und den Herzogtümern Stormarn und Holstein bestand. Es konnte in Hamburg die Pfarrer der Stadtkirchen wählen und hatte die Gerichtsbarkeit über die Geistlichen inne. Die Domherren selbst genossen seit 834 Immunität. Dom und Domkapitel waren mit zahlreichen Präbenden aus Höfen und Dörfern im Umland, meist in Stormarn, ausgestattet. Die Domherren entstammten meist dem Holsteiner Adel oder Familien der Hamburger Oberschicht.

### Basilika
Ab 1245 wurde eine dreischiffige Basilika in frühgotischem Stil errichtet, aber noch während des Baus zur dreischiffigen Hallenkirche umgebaut und am 18. Juni 1329 geweiht. Gegen Ende des 14. Jahrhunderts wurde sie um zwei Schiffe erweitert und zur backsteingotischen Hallenkirche umgestaltet. 1443 erhielt die Kirche eine Turmspitze. Eine weitere Halle kam zu Anfang des 16. Jahrhunderts hinzu. Sie schloss im rechten Winkel nördlich an den Turm an und den Kreuzgang nach Westen ab. Sie wurde 1520 erstmals als Nige Gebuwte (Neues Gebäude) erwähnt und diente vermutlich als Saal für Predigten. Später erhielt sie den Namen Schappendom, so genannt nach den Schränken (niederdeutsch Schappen), die Hamburger Tischler später hier unter- oder ausstellten. Hier wurden auch in der Weihnachtszeit Jahrmärkte abgehalten, aus denen sich später das heutige Volksfest Hamburger Dom entwickelte.

### Reformation
Ab 1522 hielt die Reformation Einzug in Hamburg. Seit 1526 war fast die gesamte Bürgerschaft, ab 1528 auch der Rat der Stadt lutherisch geworden. Martin Luther entsandte auf Bitten des Senates seinen Weggefährten Johannes Bugenhagen nach Hamburg, der bis 1529 eine evangelische Kirchenordnung für die Stadt erarbeitete. Das Domkapitel wurde ebenfalls protestantisch, katholische Messen wurden verboten. Bugenhagen wollte ursprünglich die Einkünfte des Doms und des Domkapitels gegen Leibrenten einziehen und dem Schatzkasten der Stadtkirche zuschlagen, aus dem Prediger und Lehrer besoldet werden sollten. Er konnte jedoch kein Übereinkommen mit den Domherren erzielen, die 1529 noch nicht der Reformation angehörten. Viele Domherren verließen daraufhin Hamburg, und der Dom wurde zeitweilig geschlossen. Der Streit, der auch beim Reichskammergericht anhängig war, konnte erst nach dem Schmalkaldischen Krieg und dem Augsburger Religionsfrieden beigelegt werden. Auch die Mitglieder des Domkapitels waren inzwischen protestantisch geworden. Auf Vermittlung Kaiser Ferdinands wurde 1561 der Bremer Vergleich geschlossen: Das Domkapitel verzichtete auf seinen Einfluss auf die Hamburger Stadtkirche, ihm blieb aber die Hoheit über den Dom und seine Einkünfte sowie die Gerichtsbarkeit über die Domherren.
Der Dom bildete seitdem eine Enklave in Hamburg, die auswärtigen Mächten unterstand, bis 1648 dem (lutherischen) Erzbischof-Administrator von Bremen. Nach dem Westfälischen Frieden ging der Dom, wie das Erzstift Bremen, zuerst an Schweden über, 1719 an das Kurfürstentum Hannover. Zum Dom gehörte keine Kirchengemeinde.

### Kirchenraub
Kurz vor Weihnachten 1697 wurde der Dom von der berühmt-berüchtigten Bande des Nikol List heimgesucht, die auch für Einbrüche in die Katharinenkirche zu Braunschweig und den spektakulären Raub des Lüneburger Kirchenschatzes (Goldene Tafel) verantwortlich war. In Hamburg erbeuteten sie in zwei Nächten silberne Siegel, vierzehn silberne Bilder, „so Johannis, Petri, Marien, Pauli … Bild in eitelm Silber“ darstellten. Aus anderen Stücken wurden die Edelsteine herausgebrochen. Es verschwanden ein kristallenes Kruzifix und ein weiteres kleines, ein Kelch „mit einer vergüldeten Platen“. Vom Elends-Horn wurde das Silber weggestohlen. Diese Tat ist als der Raub der silbernen Apostel und des großen silbernen Kruzifixes in die Geschichte des Doms eingegangen. Letzteres war allein gut 12 Pfund schwer und wies einen großen Saphir auf. Alles zusammen wog 56 Pfund.

### Abbruch
Das Ansehen des Domkapitels in der Stadt war schlecht, nicht zuletzt wegen der zerfallenden Häuser rings um den Dom. Erste Planungen der Stadt zum Erwerb der Domliegenschaft wurden bereits 1772 aufgenommen, aber nicht sofort umgesetzt. 1784 veräußerte das Domkapitel auf Drängen der hannoverschen Regierung die zuvor öffentlich zugängliche wertvolle Dombibliothek, darunter die heute zum Weltdokumentenerbe zählende Hamburger Bibel. Nach dem Tod des Pastors Moldenhauer 1790 wurden auch die beiden Predigerstellen eingespart. Die wenigen Gottesdienste, die noch am Dom stattfanden, wurden von schlechtbezahlten Kandidaten gehalten. Damit hatte die baufällige und nach dem Urteil des Zeitgeschmacks als „ungeheure, dunkle, fürchterliche Höhle“ geltende Kirche jeden Wert für die Stadtbevölkerung verloren.
Nach dem Reichsdeputationshauptschluss 1803 wurde auch der Hamburger Dom säkularisiert und fiel damit an die Stadt Hamburg. Die Domimmunität inmitten der Stadt, die dem Bremer Erzbischof beziehungsweise seinen politischen Nachfolgern oblag, hatte den Dom zu einem Fremdkörper inmitten des Stadtgebietes werden lassen, der nicht mehr in die stadtrepublikanische Kirchenverfassung integrierbar gewesen war. Mit der Säkularisation war dessen rechtliche Grundlage entfallen. 1804 wurde der Abbruch beschlossen und offiziell mit der enormen Baulast und dem Hinweis auf die unbedeutend kleine Domgemeinde gerechtfertigt. An der kunstgeschichtlichen Bedeutung des Doms und seiner kostbaren Ausstattung bestand kein Interesse. Auch die Schrift Blick auf die Domkirche in Hamburg (1804) des Domherrn Friedrich Johann Lorenz Meyer betrachtet zwar nostalgisch die mit dem Dom verbundenen Erinnerungen, begrüßt aber den für die Stadt gewonnenen Raum, auch wenn Meyer den Schappendom gerne erhalten hätte.
Im Juni 1804 fand der letzte Gottesdienst statt. Dann mussten zunächst die Überreste der etwa 25000 Leichen geborgen werden, die über die Jahrhunderte im und neben dem Dom bestattet worden waren. Die Gebeine aus den Gräbern, die zu ewigen Tagen erworben worden waren, wurden in drei Grüfte auf dem St. Michaelis-Friedhof vor dem Dammtor umgebettet. Zwei der Grüfte wurden in der Hamburger Franzosenzeit aufgebrochen, so dass 1814 alle Gebeine in einer Gruft vereinigt wurden. Bei der Aufhebung der Dammtorfriedhöfe 1934 kamen die Überreste, vor allem aus den Särgen des Dompropstes Friedrich Christian Kielman von Kielmansegg und seiner Familie, auf den Ohlsdorfer Friedhof, wo eine Sammelgrabplatte Domkapitel und Adel daran erinnert. Die noch erhaltenen Särge und Beschläge kamen in das Museum für Hamburgische Geschichte.
Im Mai 1805 begann der eigentliche Abbruch mit dem Herablassen der Glocken und dem Abtragen des Turms. Am 11. Juli 1805 wurde die Kirche mit ihrem gesamten Inventar verkauft. Bis Ende 1806 – Hamburg war bereits von den Franzosen besetzt – war das gesamte Bauwerk abgerissen. Sogar die Fundamente wurden ausgegraben, um die Steine und Grabplatten als Baumaterial wiederzuverwenden. Die ursprüngliche Gestalt der Kirche ist daher nicht mehr sicher zu rekonstruieren. Immerhin wurde ein Teil der Ausstattung dank dem Einsatz von Philipp Otto Runge geborgen und veräußert, darunter spätmittelalterliche Altäre aus Werkstätten hamburgischer Meister wie Absolon Stumme und Hinrik Bornemann. Reste befinden sich heute im Nationalmuseum Warschau, das mutmaßliche Tafelbild Der Schmerzensmann von Meister Francke im Museum der bildenden Künste in Leipzig. In Hamburg erhalten ist noch der Lukasaltar des Amts der Maler, der in die Jacobikirche transferiert wurde. Mehrere Fenster mit Glasmalerei aus dem 15. Jahrhundert wurden in die neuerbaute katholische Kirche St. Helena und Andreas (Ludwigslust) übernommen. Vom Geläut ist einzig die Glocke Celsa (1487), jetzt in der Kirche St. Nicolai in Hamburg-Altengamme, erhalten.

### Nachnutzung des Geländes

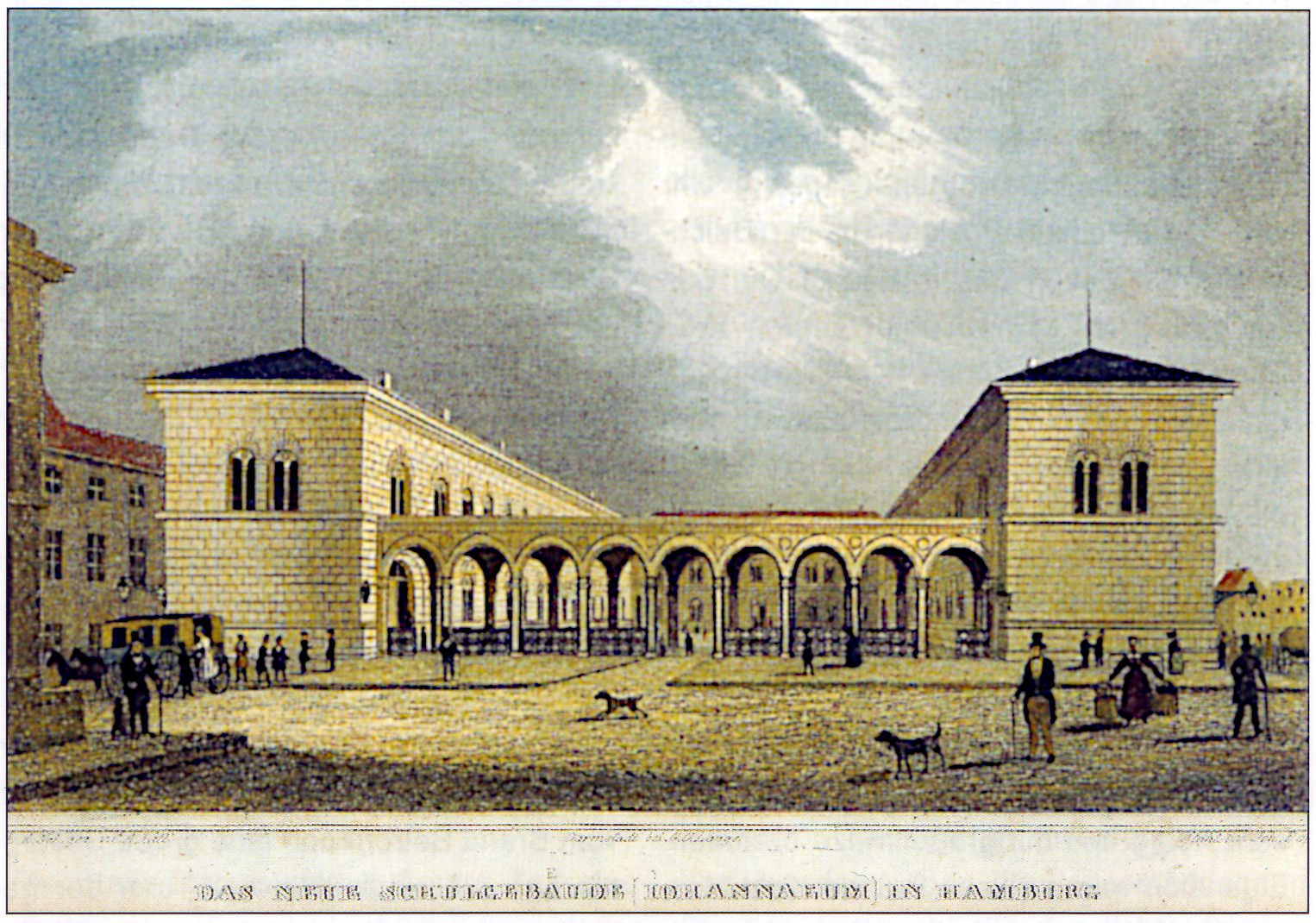
Neubau des Johanneums auf dem Domplatz, erbaut von Carl Ludwig Wimmel, um 1840 (Lithografie von Carl Lill)

Nach dem Abriss des Mariendomes blieb der Platz über 30 Jahre leer und wurde u. a. als Paradeplatz für das Hamburger Bürgermilitär genutzt. Zwischen 1838 und 1840 entstand dann auf dem Gelände ein klassizistischer Neubau des Johanneums, das aus dem etwa zeitgleich abgerissenen, mittelalterlichen St.-Johannis-Kloster auf dem heutigen Rathausmarkt umzog. Das Gebäude der Architekten Carl Ludwig Wimmel und Franz Gustav Forsmann überstand 1842 den Großen Brand, wurde jedoch im Zweiten Weltkrieg mit der darin zuletzt untergebrachten Staats- und Universitätsbibliothek Hamburg durch Bomben zerstört. Bis 1955 wurden die erhaltenen Gebäudeflügel und der am Speersort gelegene Arkadengang endgültig abgerissen, um Platz für Straßenerweiterungen zu schaffen. Seitdem führt die neu errichtete Domstraße vom Speersort über einen Teil des einstigen Domgeländes zur Ost-West-Straße (heute Willy-Brandt-Straße). Der Rest des Geländes wurde jahrzehntelang als Parkplatz genutzt. Mehrfach fanden auf dem Gelände archäologische Grabungen statt (1947–1957, 1980–1987 und 2005–2007). Dabei wurde neben Einzelfunden auch Teile des Kenotaphs des in Hamburg gestorbenen, 964 abgesetzten Papstes Benedikt V. gefunden.

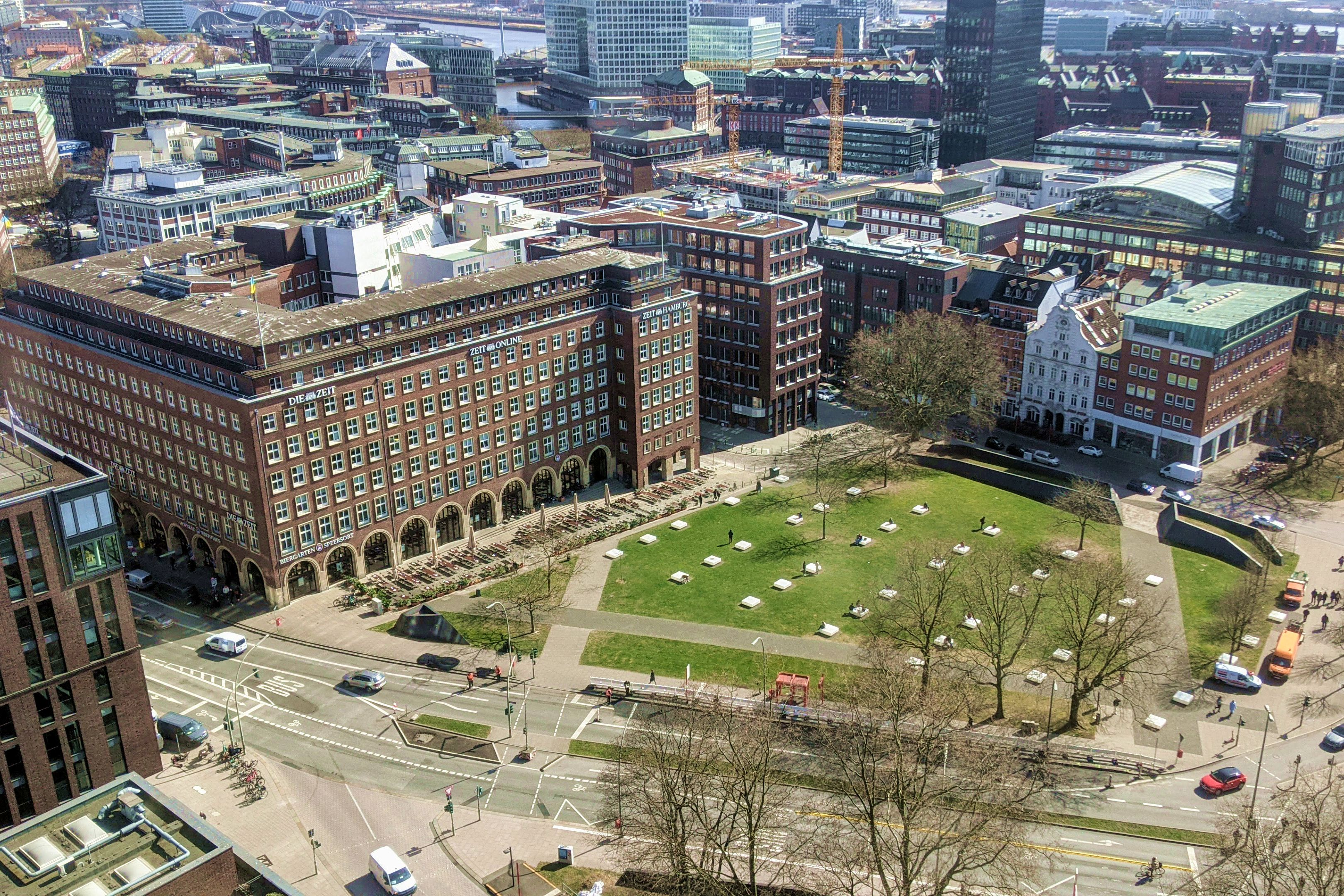
Weiße Sitzbänke auf dem Hammaburg-Platz markieren die Standorte der einstigen Dompfeiler (Ansicht von St. Petri)

Nachdem verschiedene Pläne zur Neubebauung des Platzes wieder verworfen worden waren, entstand 2009 ein Archäologie-Park als Zwischenlösung. Die ansonsten einfach gestaltete Grünanlage wird von einem begehbaren Wall aus Stahlplatten gerahmt, der die Konturen der einstigen Hammaburg nachzeichnen soll. 39 weiße, quadratische Bänke, die nachts von innen beleuchtet sind, markieren die Standorte der Pfeiler der fünfschiffigen Haupthalle des Doms, von denen ein einziger erhaltener Fundamentrest durch ein kleines Fenster in einer Bank zu sehen ist.
1893 wurde die Kirche St. Marien im Stadtteil St. Georg, also außerhalb der Altstadt, als neue römisch-katholische Hauptkirche der Stadt Hamburg erbaut. Seit der Wiedererrichtung des Erzbistums Hamburg im Jahr 1995 dient sie als Kathedralkirche und wird zur Unterscheidung meist Neuer Mariendom genannt.

## Einstige Ausstattung
Viele Ausstattungsstücke oder -fragmente aus dem Alten Mariendom haben sich erhalten und sind ab 1804 in andere Kirchen verbracht oder in museale Bestände aufgenommen worden. Ebenso verhält es sich mit Handschriften, die für das Domkapitel hergestellt wurden oder im Besitz der Dombibliothek waren. Ein Großteil des Bibliotheksbestandes wurde 1784 versteigert.
Siehe auch: Einstige Bestände der Dombibliothek
| Bezeichnung                                          | Material, Maße                                                                                      | Datierung               | Künstler/Herkunft                               | Heutiger Ort                                         | Inventarnummer        |
| ---------------------------------------------------- | --------------------------------------------------------------------------------------------------- | ----------------------- | ----------------------------------------------- | ---------------------------------------------------- | --------------------- |
| Zwei Fayence-Fliesen vom Kenotaph Papst Benedikts V. | Bemalter Ton; 23 × 17 cm                                                                            | 2. Hälfte des 13. Jhds. | Französische oder englische Werkstatt           | Hamburg, Museum für Hamburgische Geschichte          | 1965.30 und 1965.31   |
| Palmeselrelief (Fragment)                            | Wesersandstein                                                                                      | 13. Jhd.                |                                                 | Hamburg, St. Jacobi, Restaurierungswerkstatt         |                       |
| Törichte Jungfrauen (Fragmente vom Lettner)          | Sandstein mit Fassungsresten                                                                        | um 1300                 | Hamburger Werkstatt                             | Hamburg, Museum für Hamburgische Geschichte          | AB 551                |
| Christus am Kreuz                                    | Eiche mit Fassungsresten                                                                            | um 1420                 | Hamburger Werkstatt                             | Hamburg, Museum für Hamburgische Geschichte          | AB 552                |
| Christus als Schmerzensmann                          | Tempera; 42,5 × 31,3 cm                                                                             | um 1425                 | sog. Meister Francke                            | Leipzig, Museum der bildenden Künste                 |                       |
| Madonna                                              | Baumberger Sandstein mit Fassungsresten; 70 × 30 cm                                                 | um 1430/40              | Meister des Bentlager Kreuzigungsreliefs        | Hamburg, Museum für Hamburgische Geschichte          | 1985,131              |
| Votivtafel mit dem heiligen Ansgar                   | Öl auf Eiche; 187 × 74 cm                                                                           | um 1457                 | Hans Bornemann                                  | Hamburg, St. Petri                                   |                       |
| Glasgemälde                                          | | 15. Jhd.                |                                                 | Ludwigslust, St. Helena und Andreas                  |                       |
| Heiliger Ansgar                                      | Eiche mit Fassungsresten; 154 cm                                                                    | um 1480                 | Werkstattumkreis von Bernt Notke                | Hamburg, St. Petri                                   |                       |
| Glocke Celsa                                         | ca. 140 cm hoch                                                                                     | 1487                    | Gerhard van Wou                                 | Hamburg-Altengamme, St. Nicolai                      |                       |
| Altarretabel der Lukas-Bruderschaft                  | Eiche (Skulptur) und Öl auf Eiche (Tafeln); 180 × 148 cm (Schrein)                                  | 1499                    | Hinrik Bornemann, Absolon Stumme, Willem Dedeke | Hamburg, St. Jacobi, zweites, südliches Seitenschiff |                       |
| Hochaltarretabel                                     | Tempera mit Öllasuren auf Eiche; 233 × 171 × 23 cm (Innenflügel) und 233 × 171 × 6 cm (Außenflügel) | 1499                    | Absolon Stumme                                  | Warschau, Nationalmuseum                             | 195002                |
| Margarete, Barbara und vier unbekannte Heilige       | Eiche mit Fassungsresten; 36 × 13 × 7 cm                                                            | um 1500                 | Johann Droste (Lüneburg)                        | Hamburg, Museum für Hamburgische Geschichte          | AB 560 a–f            |
| Katharina und eine Heilige mit Buch                  | Eiche mit Fassungsresten; 45 × 14 × 9 cm                                                            | um 1500                 | Hinrick Reymers (Lüneburg)                      | Hamburg, Museum für Kunst und Gewerbe                | 1893.257 und 1893.258 |
| Maria und Johannes aus einer Kreuzigungsgruppe       | Eiche mit Fassungsresten; 80 × 28 × 20 cm                                                           | nach 1500               | Hamburger Werkstatt                             | Hamburg, Museum für Hamburgische Geschichte          | AB 557 und 558        |

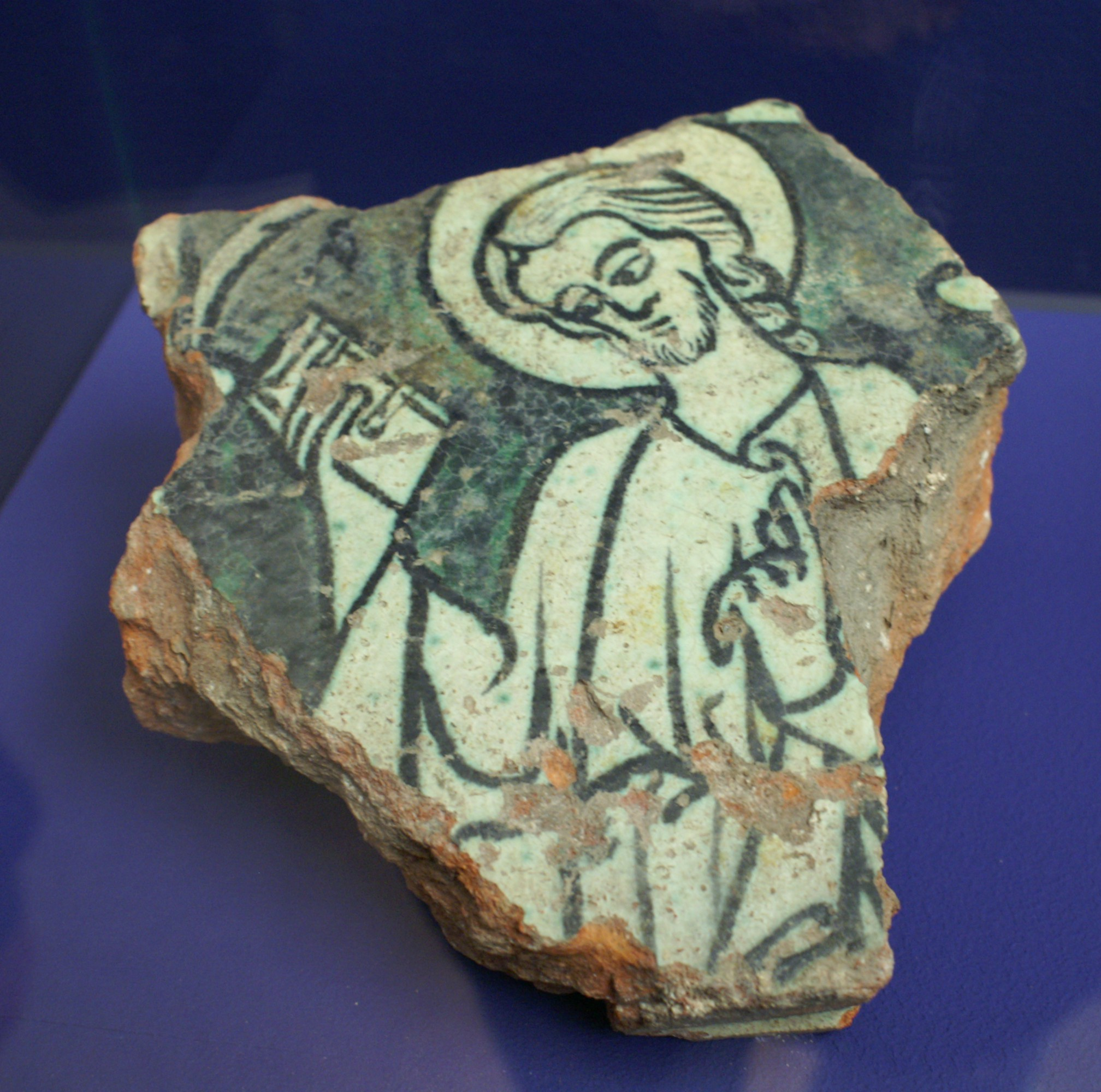
Scherbe vom Kenotaph Papst Benedikts V., Terrakotta, 1250–1299, Hamburg, Museum für Hamburgische Geschichte
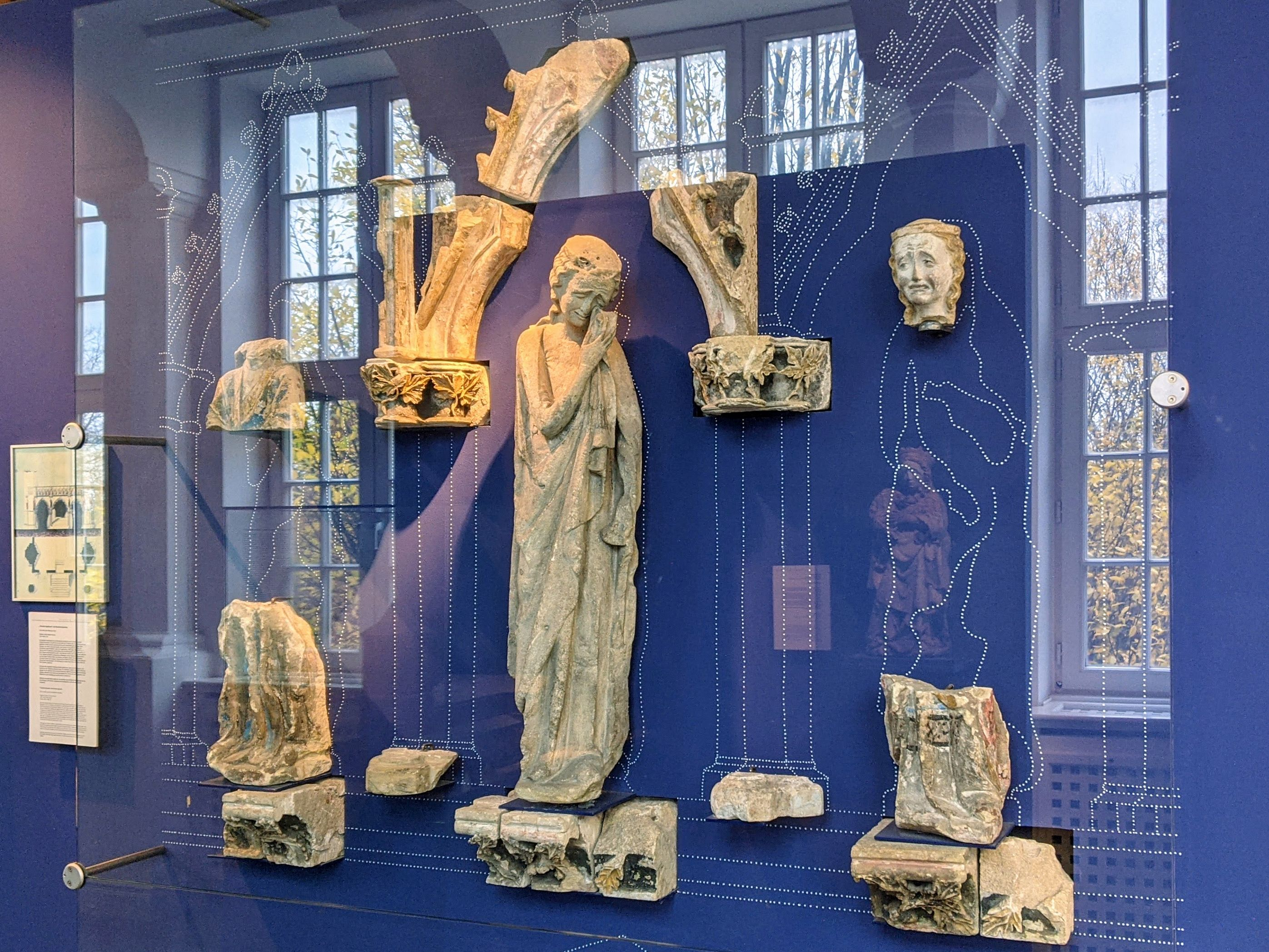
Törichte Jungfrauen (Fragmente vom Lettner), Hamburg, Museum für Hamburgische Geschichte
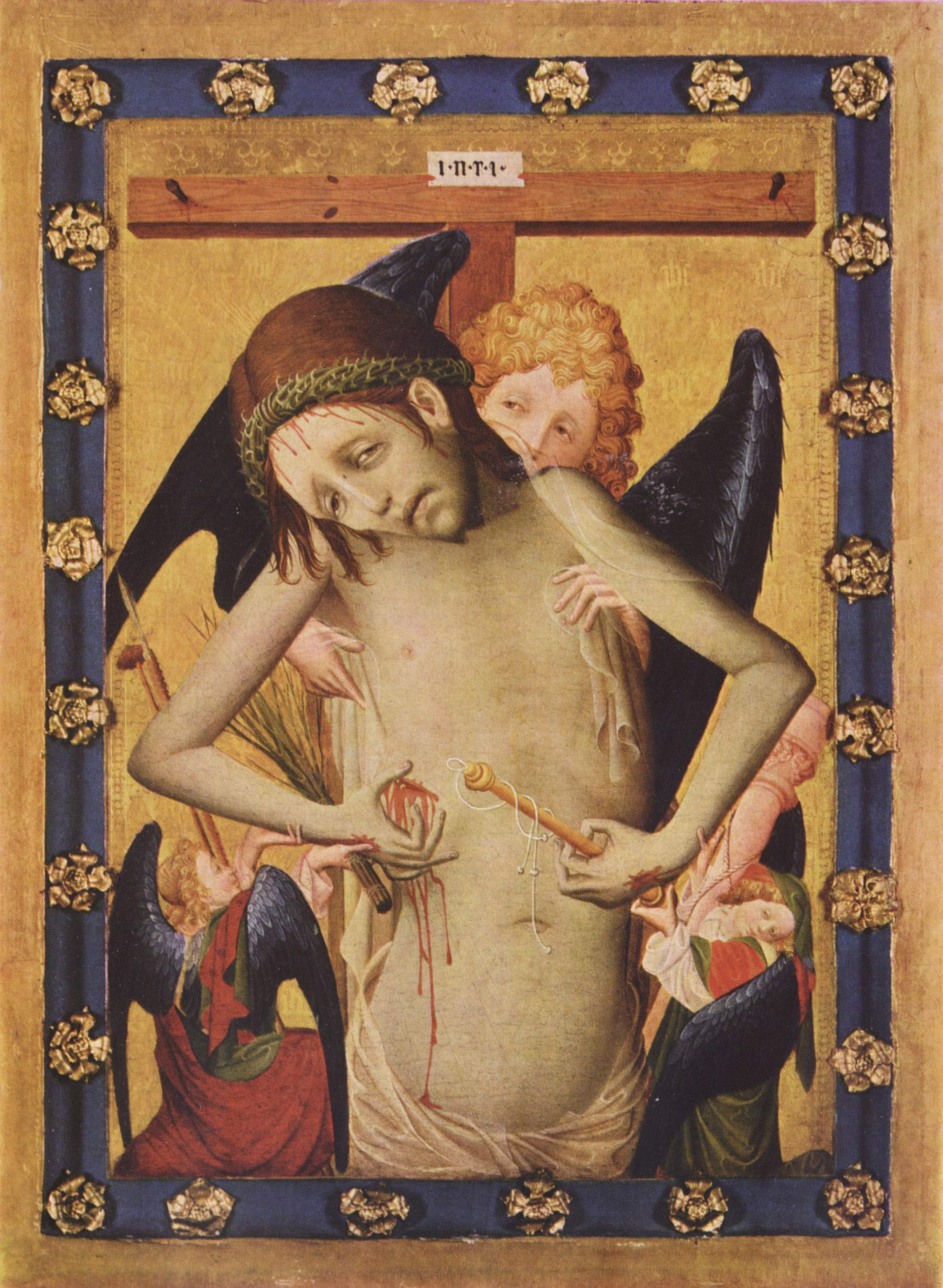
Sog. Meister Francke: Christus als Schmerzensmann, um 1420. Leipzig, Museum für bildende Künste
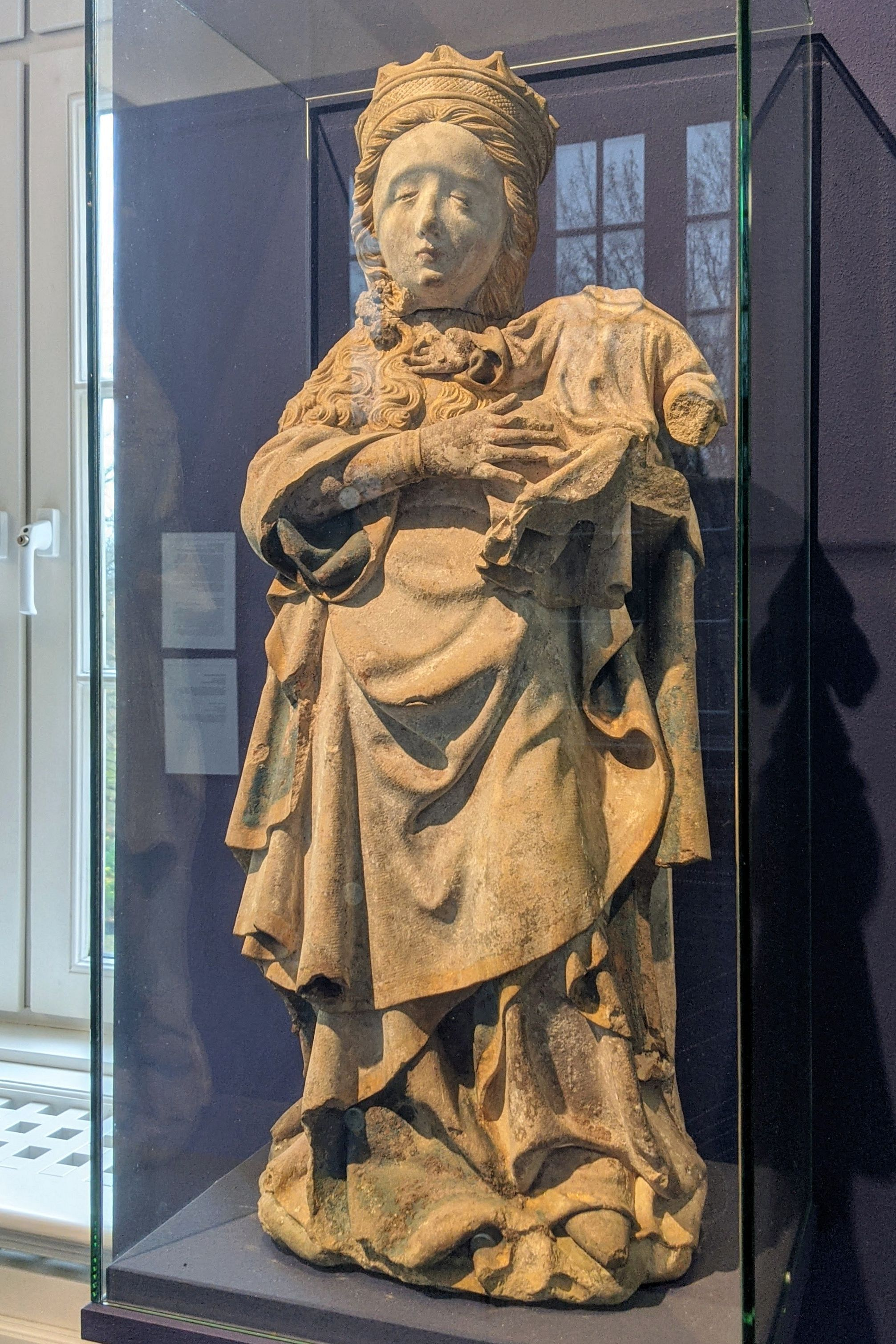
Madonna, Baumberger Sandstein, um 1430/40. Hamburg, Museum für Hamburgische Geschichte
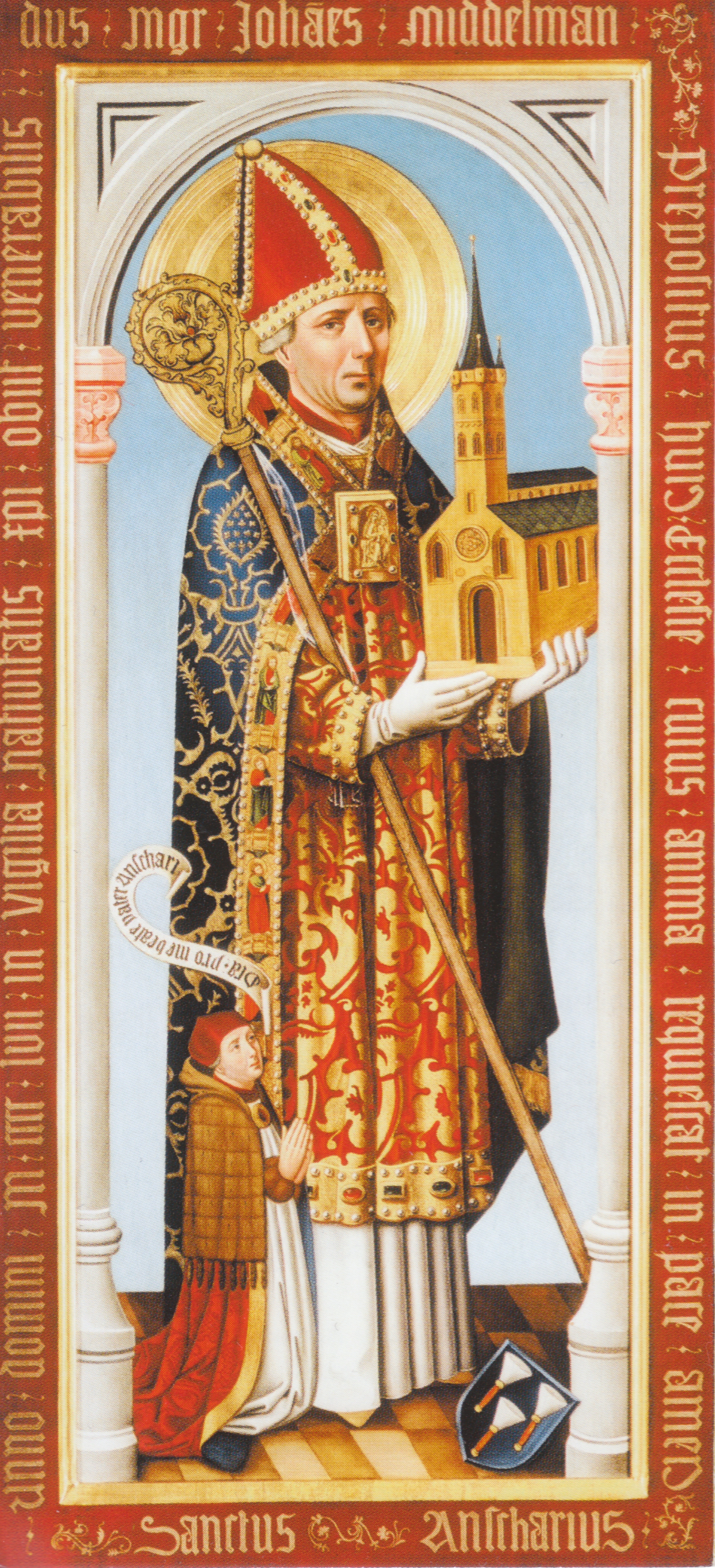
Hans Bornemann: Hl. Ansgar, um 1457. Heute St. Petri

## Persönlichkeiten am Dom

### Bischöfe
Für die Bischöfe des Erzbistums Hamburg siehe: Liste der Bischöfe.

### Priester, Pastoren und Vikare
Der abgesetzte Papst Benedikt V. kam nach seiner Degradierung zum Diakon im Jahr 964 als kaiserlicher Gefangener unter Aufsicht des Bischofs Adaldag an den Hamburger Dom, wo er verstarb. Seine sterblichen Überreste wurden wohl 988 nach Rom gebracht, aber bis zum Abbruch 1805 befand sich sein Kenotaph im Dom.
Im 15. Jahrhundert wurden am Dom zwei theologische Lektorenstellen gestiftet, die ursprünglich der theologischen Fortbildung der Geistlichen dienten. Nach der Reformation wurde die erste Lektur (Lector primarius)
mit der Stelle der Hamburger Superintendenten verbunden, die zweite Lektur (Lector secundarius) mit der Stelle eines Pastors am Dom.
Bekannte Pastoren oder Vikare des Doms waren beispielsweise Nikolaus Bustorp (1534–1540), Johannes Freder (1540–1547), Paul von Eitzen (ab 1548), Henning Conradinus (ab 1575) und Johann Heinrich Daniel Moldenhawer (1709–1790). Der Historiker Christian Ziegra war Pastor adjuctus und wurde 1761 canonicus minor. Johann Otto Thieß war 1787–1790 Vikar.

### Domherren
Bei den Domherren wurde unterschieden zwischen den jüngeren (Canonicus minor) und den älteren (Canonicus maior). Die Unterscheidung dürfte sich in der katholischen Zeit auch in den Pfründen gespiegelt haben. 1499 wurde Heinrich Banzkow als Scholastiker genannt, 1550 Johannes Saxonius. Seit der protestantischen Zeit war die Domherrenwürde nicht mehr unbedingt mit einem geistlichen Amt verbunden. Der letzte Präsident des Domkapitels vor der Säkularisation war der Jurist Friedrich Johann Lorenz Meyer. Er war auch bei seinem Tod 1844 der letzte noch lebende Domherr. Die kleineren Pfründen diente etwa zur Besoldung der Kirchenmusiker, der Lehrer Valentin Heins hatte eine Vikarie als Lateinlehrer an der Domschule.
Für einzelne Domherren des Hamburger Kapitels siehe Domherr (Hamburg).

### Lektoren
Unter den Domherren hatten die Inhaber der beiden Lekturen, von denen die erste 1408 von dem Magister Johannes Vritze und die zweite 1430 aus dem Testament des Segeberg Stroer gestiftet worden war, eine besondere Stellung. Sie waren zumeist Hochschullehrer der Universitäten Rostock oder Erfurt. Dazu gehörten:
- Heinrich von Geismar
- Hermann von Hamme, zweiter Lektor
- Johannes Holt
- Borchard Plotze
- Johannes Langediderik († 1462)
- Albert Krantz
- Johann Engelin
- Barthold Moller

In der Reformationszeit wurde die erste Lektur mit der Stelle des Superintendenten verbunden:
- Johannes Aepinus
- Paul von Eitzen
- Joachim Westphal
- Cyriacus Simon
- David Penshorn

Seit 1593 blieb die erste Lektur unbesetzt.
Die zweite Lektur war in der Regel mit der Stelle des Dompastors verbunden. Der Lektor Nikolaus Bustorp wurde während der Reformation 1528 als Katholik für fünf Jahre aus Hamburg vertrieben. Nach seiner Rückkehr war er 1534–1540 evangelischer Pastor am Dom. Die zweite Lektur bestand auch nach 1593 fort. Die Tätigkeit der Lektoren wurde jedoch durch fortwährende Streitigkeiten über Jurisdiktion und Dienstaufsicht zwischen Stift und Senat behindert. Zu den lutherischen Lektoren zählten Gerhard Grave, Christian Sigismund Wolf von 1676 bis 1699 und Caspar Bussing, den die Streitigkeiten 1707 sogar zum Rücktritt zwangen. Der letzte Lector secundarius und Dompastor war Johann Heinrich Daniel Moldenhawer.

### Kirchenmusiker
Auch die Kirchenmusiker am und um den Mariendom wurden oft mit der Domherrenwürde ausgestattet. Ihre Bekanntheit als Musiker rechtfertigt jedoch die gesonderte Einordnung. Seit der Reformation war jedoch das Kantorat am Johanneum wesentlich bedeutender für die Kirchenmusik der gesamten Stadt. Zeitweise wurden beide Ämter von einer Person bekleidet. Erasmus Sartorius wurde 1604 Vikar am Dom, 1628 übernahm er auch das Kantorat am Johanneum. Der Kantor Thomas Selle war von 1642 bis 1663 am Dom tätig. Friedrich Nicolaus Bruhns war ab 1687 canonicus minor und Kantor des Doms. Der Musikdirektor Johann Mattheson wirkte von 1715 bis 1728, der Opernkomponist Reinhard Keiser von 1728 bis 1739 und Johann Valentin Görner von 1756 bis 1762. Amandus Eberhard Rodatz war, bis zur Säkularisation im Jahr 1803, der letzte Organist der Domkirche.

## Besitz des Domkapitels
Zum Besitz des Domkapitels gehörten auch vierzehn sogenannte Kapitelsdörfer außerhalb Hamburgs. Diese gingen dem Domkapitel infolge der Reformation verloren. Der Verlust dieser Dörfer und deren Übergang an Holstein wurde 1648 durch den Westfälischen Frieden endgültig bestätigt. Dazu gehörte beispielsweise
- Papendorf (Holstein) als Gründung des Domkapitels in der Zeit von 1256 bis 1556